# Antoine Hennequin
Pour les articles homonymes, voir Hennequin.
Antoine Louis-Marie Hennequin est un avocat à la cour royale, député du Nord et un homme politique français né le 22 avril 1786 à Clichy-la-Garenne (à l'époque Seine aujourd'hui Hauts-de-Seine) et mort le 10 février 1840 à Paris.

## Biographie
Après un bref passage dans l'armée en 1806, il devient clerc d'avoué puis avocat à Paris, plaidant dans les procès politiques. Il enseigne le droit civil à la Société des bonnes études en 1821. 
En décembre 1830, il assure la défense du comte de Peyronnet lors du procès des ministres de Charles X devant la Chambre des pairs. 
En 1831-1832, il attaque, à la demande des Rohan, le testament fait par le duc de Bourbon en faveur du duc d'Aumale.
En 1832, il assiste, après son arrestation, la duchesse de Berry.
Il est député du Nord de 1834 à 1840, siégeant avec la droite légitimiste.
Henri Nogent-Saint-Laurens prononce son éloge historique à la séance d'ouverture des conférences de l'ordre des avocats, le 21 novembre 1840.

### Sources
- « Antoine Hennequin », dans Adolphe Robert et Gaston Cougny, Dictionnaire des parlementaires français, Edgar Bourloton, 1889-1891 [détail de l’édition]